# Alen Avdić
Pour les articles homonymes, voir Avdić.
Alen Avdić est un footballeur bosnien né le 3 avril 1977.